# Iglesia de Santa María Estrella del Mar (Perth)
La Iglesia de Santa María Estrella del Mar (en inglés: St Mary Star of the Sea Church) es una iglesia católica en Peppermint Grove, un suburbio de la ciudad de Perth en el estado de Australia Occidental, parte de Australia.
El edificio de la iglesia se encuentra en Stirling Highway, entre las calles McNeil y Forrest en Peppermint Grove. Dada su proximidad a Cottesloe, Australia Occidental, a veces se dice que está en Cottesloe en lugar de Peppermint Grove. El Presbyterian Ladies' College está situado detrás de la iglesia.
El edificio de la iglesia fue construido en 1904 en un terreno donado por el Dr. Daniel Kenny (1860-1915). Fue diseñada por el arquitecto australiano Michael Cavanagh (1860-1941) en el estilo neogótico. La valla de hierro forjado y la puerta de entrada, también fue diseñado por Michael Cavanagh, y se añadieron en 1937. Está hecha de piedra tallada y azulejos traídos desde Marsella en Francia. Tuvo un costo de casi 2000 £ para poder ser finalizada.